# Кройер, Теодор
Теодор Кройер (нем. Theodor Kroyer; 9 сентября 1873, Мюнхен — 12 января 1945, Висбаден) — немецкий музыковед
.
Учился в Мюнхенском университете у Адольфа Зандбергера, одновременно изучал контрапункт и фортепиано в Королевской академии музыки, где одним из его учителей был Йозеф Райнбергер. В 1897 г. защитил под руководством Зандбергера диссертацию, посвящённую итальянскому мадригалу, в 1907 г. габилитирован (работа о мотетах Людвига Зенфля). Одновременно в 1897—1907 гг. выступал как музыкальный критик в мюнхенской Allgemeine Zeitung.
После 12 лет работы в Мюнхене экстраординарным профессором в 1919 г. перешёл в Гейдельбергский университет, где годом позже сменил Германа Аберта в должности профессора музыковедения. Затем в 1923—1932 гг. руководил музыковедческой программой Лейпцигского университета, стоял у истоков формирования при университете Музея музыкальных инструментов (был сменен Хельмутом Шульцем). В 1932—1938 гг. профессор Кёльнского университета.
Занимался исследованием музыки XVI века, подготовил первый том нового издания сочинений Зенфля и издание избранных произведений Грегора Айхингера. Опубликовал книги о своём учителе Райнбергере (1916) и о Вальтере Курвуазье (1929). Среди учеников Кройера разных лет были Карл Лаукс, Ойген Шмитц, Ханс фон Бенда, Генрих Штробель, Вольфганг Фортнер, Вальтер Герстенберг, Бруно Штебляйн, Вальтер Кнапе, Георг Айсман.